# Hedstromia
Hedstromia là một chi thực vật có hoa trong họ Thiến thảo (Rubiaceae).

## Loài
Chi Hedstromia gồm các loài: